# Ludwig Eckinger
Ludwig Eckinger (* 10. Mai 1944 in Aigen am Inn) ist ein deutscher Lehrer, Autor und Bildungsfunktionär. Von 1993 bis 2009 war er Bundesvorsitzender des Verbandes Bildung und Erziehung (VBE).

## Leben
Nach dem Besuch eines Gymnasiums absolvierte Eckinger eine Ausbildung zum Volksschullehrer an der Pädagogischen Hochschule Regensburg, sein Staatsexamen legte er an der Hauptschule Kelheim   ab. Danach war er als wissenschaftlicher Assistent an der Universität Regensburg tätig. In Anschluss an ein Aufbaustudium in Pädagogik und politischen Wissenschaften promovierte er dort 1979 mit der Schrift Zur Situation des Junglehrers: Versuch einer Bestandsaufnahme des Vorbereitungsdienstes in Bayern und Überlegungen zum Referendariat zum Dr. phil. Von 1982 bis 1994 leitete er als Rektor die Grundschule Saal an der Donau.
Eckinger engagierte sich während des Studiums als AStA-Vorsitzender und in der Arbeitsgemeinschaft bayerischer Junglehrer (ABJ). Von 1984 bis 2007 war er Vizepräsident des Bayerischen Lehrer- und Lehrerinnenverbands (BLLV) und von 1993 bis 2009 Bundesvorsitzender des Verbandes Bildung und Erziehung (VBE). Ab 1996 saß er in der Expertenkommission Schule, Bildung, Wissenschaft des DBB Beamtenbund und Tarifunion und hatte von 2000 bis 2009 deren Vorsitz inne.

## Auszeichnungen
2006 wurde Eckinger mit dem Bundesverdienstkreuz am Bande ausgezeichnet, um seinen Einsatz für mehr Bildungsgerechtigkeit in Deutschland und die Stärkung des Lehrerberufs zu würdigen. 2012 erhielt Eckinger, der zum Aufbau enger Kontakte des VBE zur Partnergewerkschaft Öffentlicher Dienst Lehrer (GÖD) mit dem Ziel der Anerkennung des Lehrerberufs und eines länderübergreifenden Beruf-Leitbildes beigetragen hatte, das Große Ehrenzeichen für Verdienste um die Republik Österreich.
Seit 2007 ist Eckinger Ehrenmitglied des BLLV sowie seit 2009 Ehrenmitglied und Träger des Titels „Ehrenvorsitzender des VBE“.

## Werke (Auswahl)
- Bildung - Hoffnung inbegriffen!? : Initiativen und ihr programmatischer Hintergrund. Erdl, Trostberg 2003, ISBN 3-925249-57-5, OCLC 645516910.
- Ohne uns geht nichts : Lehrerinnen und Lehrer als Wegbereiter von Bildung. Erdl, Trostberg 2001, ISBN 3-925249-52-4, OCLC 76255962.
- Lehrerbildung ohne Universitätsschulen? : eine Tagung der Evangelischen Akademie Tutzing und des BLLV Tagungsband, BLLV, München ca. 1996 OCLC 164814014.
- Lehrer gestalten Schule neu. Erdl, Trostberg 1994, ISBN 3-925249-32-X, OCLC 392524932X.
- Zur Situation des Junglehrers : Versuch einer Bestandsaufnahme des Vorbereitungsdienstes in Bayern und Überlegungen zum Referendariat. 1979, OCLC 231997728.